# Огилви, Дэвид
Дэвид О́гилви (англ. David MacKenzie Ogilvy; 23 июня 1911[…], West Horsley, Суррей — 21 июля 1999[…], Château de Touffou) — основатель рекламного агентства Ogilvy, успешный копирайтер. Многие признают Дэвида Огилви «отцом рекламы». В 1962 году американский журнал Time охарактеризовал его как «самого известного волшебника в современной индустрии рекламы». Является командором Ордена Британской Империи. В 1977 году вошёл в Зал славы рекламы США.

Дэвид Огилви — один из патриархов рекламной индустрии, человек, включённый French Magazine в список гигантов, которые внесли самый весомый вклад в Мировую Индустриальную Революцию наряду с Адамом Смитом, Томасом Эдисоном, Карлом Марксом, Дж. Д. Рокфеллером-старшим и другими.
— Из предисловия к русскому изданию книги Дэвида Огилви «О рекламе».

Дэвид Огилви — классик рекламного дела и один из самых успешных бизнесменов мира. Его рекламные продукты становились частью рекламной среды и задавали стандарты на будущее.
— Из предисловия к русскому изданию книги Кеннета Романа «Дэвид Огилви и современная реклама».

## Биография
Дэвид Огилви родился 23 июня 1911 года в Уэст-Хорсли, графство Суррей, в Англии и был пятым ребёнком в семье из старинного шотландского рода. Его матерью была Дороти Блю Фэрфилд (1881—1942), дочь Артура Роуэна Фэрфилда, государственного служащего из Ирландии. Его отец, Фрэнсис Джон Лонгли Огилви, (ок. 1867—1943) родился в Аргентине и преподавал иностранный язык, а также был неудачным финансовым брокером. Из-за финансового положения отца Дэвид обучался в обычных школах, но регулярно выигрывал гранты и субсидии.
Высшего образования Дэвид так и не получил, при том, что начинал обучение в Эдинбурге, Оксфорде, но не получив диплома, начал работать.
В 1931 году он уехал из Оксфорда в Париж, где стал учеником шеф-повара в отеле Majestic. Через год он вернулся в Шотландию и начал работать коммивояжером, продавая кухонные плиты фирмы AGA. Продавал плиты он настолько успешно, что его работодатель попросил Дэвида написать методичку по продажам AGA для других продавцов. Тридцать лет спустя редакторы журнала Fortune назвали его лучшим руководством по продажам, когда-либо написанным.
Старший брат Дэвида Фрэнсис показывает «руководство по продажам AGA» боссам лондонского рекламного агентства Mather & Crowther, в котором Фрэнсис на тот момент работал. После ознакомления с материалом Дэвиду сразу предлагают должность одного из руководителей агентства.
В 1938 году Огилви убеждает руководителей своего агентства отправить его в Соединенные Штаты на год, где он планирует работать в Исследовательском институте Джорджа Гэллапа в Нью-Джерси. Огилви всегда отмечал Гэллапа как человека, оказавшего огромное влияние на его мышление. В частности, глубиной анализа и учётом множества факторов в оценке.
[уточнить]— эмигрирует в США. Устраивается в агентство Раймонда Рубикама.
В рекламном агентстве Рубикама Огилви познакомился с Джорджем Гэллапом, руководителем аналитического отдела.
Встреча с Гэллапом, по мнению Огилви, изменила его жизнь. Гэллап пригласил Огилви в Институт исследования аудитории и включил его в работы, проводившиеся по заказам Голливуда, по изучению поведения киноаудитории. Предполагалось, что методы, использованные Гэллапом при изучении поведения читателей и радиослушателей, а также при анализе эффективности рекламы и мнений электората, будут эффективны и при измерении кинозрительских реакций. Продюсерам нужны были рекомендации по планированию производства новых фильмов и по рекламированию готовых кинолент. Так, исследования Гэллапа и Огилви изменили намерения создателей известного фильма «Унесённые ветром». Они предполагали подавать его публике как фильм о войне, но замеры реакций аудитории показали, что фильм воспринимался как история о любви. Учет этого факта в рекламной кампании сделал ленту наиболее кассовой для своего времени.
Перед войной Огилви становится директором Института исследования аудитории.
За три года работы в институте под руководством Огилви было выполнено свыше 400 общенациональных опросов, позволивших ему накопить исследовательский опыт, узнать и понять вкусы и привычки американцев.
- 1942 — мобилизован в английскую разведку, где его непосредственным начальником был известный британский разведчик Стефенсон, Уильям[англ.], ставший прототипом героя романов о Джеймсе Бонде.

Во время войны Огилви работает сотрудником посольства Великобритании в США (одна из задач — подготовка инструкций, направлявшихся в Москву).
После войны три года занимался фермерством.
- 1949 — Огилви открывает собственное рекламное агентство при поддержке Mather and Crowther, Новое агентство в Нью-Йорке называлось Огилви, Бенсон и Мазер. У Дэвида Огилви было 6 000 долларов (59 726,72 долларов в 2016 году) на его счету, когда он основал агентство. Ogilvy & Mather был построен на принципах Дэвида Огилви; в частности, что функция рекламы заключается в том, чтобы продавать, и что успешная реклама для любого продукта основана на информации о его потребителе.
- 1951 — первая резонансная реклама Огилви для Hathaway, небольшой американской фирмы по пошиву рубашек. Центральным персонажем был использован мужчина с чёрной повязкой на глазу.
- 1953 — реклама безалкогольных напитков Schweppes.
- 1958 — реклама автомобилей Rolls-Royce с заголовком «При скорости 60 миль в час самый сильный шум в этом новом Rolls-Royce производят установленные в нем электрические часы» (за год продажа этой марки автомобилей увеличилась на 50 %).

Последние годы своей жизни Дэвид Огилви большую часть времени проводил во Франции и Швейцарии. Умер 21 июля 1999 года в принадлежащем ему замке Туффу во французском департаменте Вьенна.

## Клиенты Ogilvy & Mather
| - Adidas - American Express - Amway - British Gas - British Petroleum - Budweiser - Cisco - Coca-Cola Company | - DHL - DuPont - Ford - Gillette - GlaxoSmithKline - Harthway - IBM - Kodak | - Kraft - Lenovo - Mattel - Motorola - Nestlé - NexCen Brands - Rolls-Royce - SAP | - Schweppes - Siemens - Shell - Tobacco Institute - The New York Times - Unilever - Vodafone - Dove |

## Публикации
- 1935 — Руководство «Теория и практика продажи печей Aga» (в 1971 году признано журналом Fortune «вероятно, самым лучшим из когда-либо написанных руководств по продажам»)
- «Тайны рекламного двора»
- «Откровения рекламного агента»
- «Теория имиджа»
- «О рекламе»
- The Unpublished. — М.: Азбука Бизнес, Азбука-Аттикус, 2014. — 184 с., 5000 экз., ISBN 978-5-389-05741-8 (на рус. яз.)

Итогом популярности работ Огилви стало его влияние на деятельность как состоявшихся бизнесменов, так и студентов — специалистов в отрасли рекламы и маркетинга. Журнал Adweek задал работающим в этой сфере профессионалам вопрос: «Какой человек из ныне живущих или уже умерших больше всего повлиял на Ваш выбор профессии?», — Дэвид Огилви получил наибольшее количество голосов. Такой же результат последовал при опросе студентов.
Его философия в сфере рекламы может быть охарактеризована следующими основными постулатами:
- Гениальная креативность: делал упор на «Супер-Идею». В российской рекламе этот подход получил развитие в работе  А. Н. Иванова, описавшего систему поиска Идеи из восьми приемов, статистически наиболее часто встречающихся в рекламных кампаниях за последние 30 лет[14].
- Научный подход: он никогда не недооценивал значимость научных исследований в рекламе (основав в 1952 своё рекламное агентство, он назвал свою должность «Директор отдела исследований»)
- Результат для клиента: «В мире современного бизнеса бесполезно обладать оригинальным и открытым мышлением, если ты не способен продать то, что создаешь.»
- Профессиональная дисциплина: «Я предпочитаю организованность, идущую рука-об-руку со знанием, нежели хаос, растущий из неведения.» Огилви стал создателем множества обучающих программ для молодых специалистов.

## Огилвизм
Термин «огилвизм» широко распространён в рекламном мире. В общем случае является афористическим высказыванием, раскрывающим суть рекламы и рекламной деятельности. Термин берет начало из книг Дэвида Огилви, в которых он ярко и образно иллюстрирует суть рекламных течений.
Среди характерных примеров «огилвизма» следующие:
- «Вы не можете принудить людей покупать ваш товар; вы можете лишь заинтересовать их в покупке этого товара».
- «Люди не покупают новое моющее средство только лишь потому, что его производитель рассказывал здорово байки в вечернем телевизионном шоу. Они купят его, только если увидят в этом товаре определённые достоинства».
- «Никогда не создавай такую рекламу, которую ты бы не хотел, чтобы увидела твоя семья».
- «Один новый клиент попросил меня организовать кампанию, после которой его друг вынужден был бы поздравить его с умной и весёлой рекламой. Я отказался это сделать. Я лишь сделал для него кампанию, которая, по нашим исследованиям, могла бы увеличить продажу его товаров».
- «Не конкурируйте с вашим рекламным агентством в творчестве. Зачем держать собаку и самому лаять?».
- «Если говорят о рекламе, это плохая реклама. Если говорят о товаре, это хорошая реклама».